# عدنان الخوجه
عدنان الخوجه (انگلیسی: Adnan El-Khuja بازیکن والیبال اهل لیبی بود. وی در بازی‌های المپیک تابستانی ۱۹۸۰ حضور داشته است.